# Trithemis selika
Trithemis selika – gatunek ważki z rodziny ważkowatych (Libellulidae).